# Epidendrum geniculatum
Epidendrum geniculatum är en orkidéart som beskrevs av João Barbosa Rodrigues. Epidendrum geniculatum ingår i släktet Epidendrum och familjen orkidéer. Inga underarter finns listade i Catalogue of Life.

## Bildgalleri

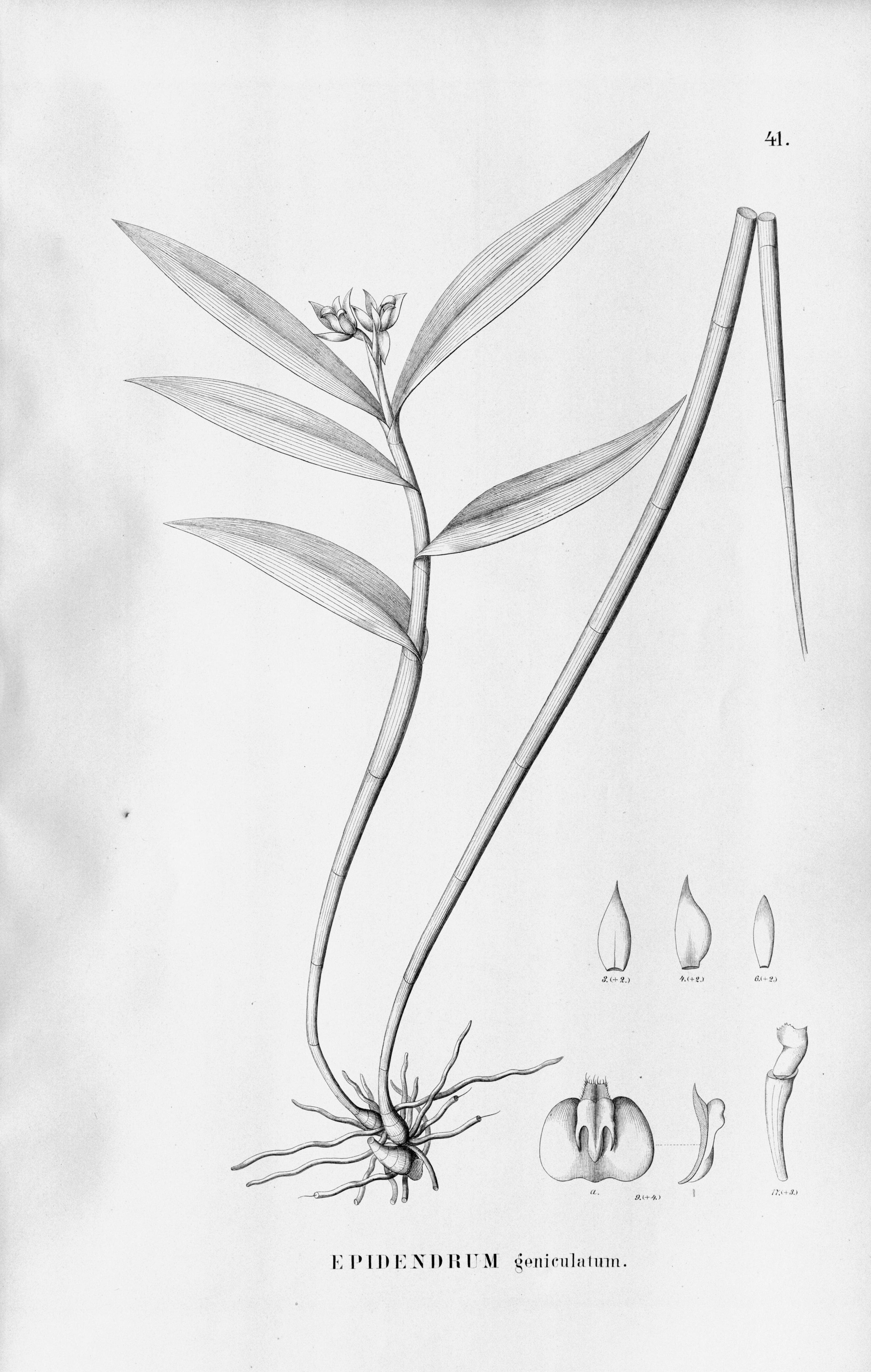